# ایستگاه کسل فرانک
ایستگاه کَـسِـل فرانک (انگلیسی: Castle Frank station) یک ایستگاه مترو در خط ۲ بلور–دانفورث در تورنتو، انتاریو، کانادا است.